# Керкубрі (графство)
Керкубрі, також Керкубрішир (англ. Kirkcudbrightshire, англ. Stewartry of Kirkcudbright, шотл. гел. Siorrachd Chille Chuithbheirt) — колишнє графство на півдні Шотландії. Займало площу 2323 км  2  (575,565 акрів, 899 кв. миль). Столицею графства було місто Керкубрі. 1975 року на більшій частині графства було утворено район Стюартрі, що ввійшов до складу утвореної того ж року області Дамфріс-і-Галловей, ставши одним з чотирьох районів області. 1996 року район Стюартрі було скасовано і його територрію підпорядковано безпосередньо обласній унітарній владі.

## Назви
Графство Керкубрі відоме також під кількома іншими назвами: Східний Галловей (англ. East Galloway), бо його територія була частиною королівства Галловей, Стюартрія Керкубрі (англ. Stewartry of Kirkcudbright), бо місцевий лорд Арчибальд Дуглас III, поставив тут управляючого (стюарта) для збору податків і судочинства.

## Географія
Графство Керкубрі було розташовано на півдні Шотландії на Південно-Шотландській височині. На сході межувало з графством Дамфрі, на заході — з графством Вігтаун, на півночі — з графством Ер. З півдня територія омивається водами затоки Солвей-Ферт Ірландського моря. Берег переважно скелястий, має численні естуарії. Найвищою точкою ландшафту є гора Меррик заввишки 843 м, найвища точка також всієї Південно-Шотландської височини. Графству Керкурбі належали також два невеличких острови в Ірландському морі — Хестан біля східного берегу та Літл-Рос на заході. Найбільші річки регіону Ді (67 км), Крі (55 км), Ур (Йор) (50 км), Кен (44 км), Дью (37 км). На цій території є багато озер, однак всі вони є невеличкими, лише Лох-Кен, найбільше з них, виділяється своїми розмірами, маючи 11 км вдовжину й 930 м вшир.

## Населення
- 1891 — 39985 людей.
- 1901 — 39383 людини.
- 1971 — 27631 людина.

## Історія
До вторгнення римлян, територія на захід від річки Ніт була заселена кельтським племенем Novantae, що доволі довго зберігало свою незалежність. Це плем'я згадується у «Географії» Птолемея. Після завоювання 79 року н. е. військами Агріколи Гнея Юлія область стала частиною римської провінції Британія.
З 7 століття під владою англійського королівства Нортумбрія. Однак, згодом Нортумбрія була завойована вікінгами і англосакси втратили контроль над цими територіями. З початку 9 століття населення цих територій було пов'язано з вікінгами, через що були прозвані Gallaidhel, валійський варіант цього слова Gallwyddel, що у англійській мові тримало форму Galloway. Протягом наступних двох століть Галловей зазнавав постійних нападів датчан і саконців.
1372 року лордом Галловею став Арчибальд Дуглас III, він отримав землі між річками Ніт і Крі. Арчибальд Дуглас поставив на цих землях свого управителя (стюарта) для збору податків. Тому графство Керкубрі часто звалося Стюартрією Керкубрі.
Протягом майже двох століть Галловей був підпорядкований династії Дугласів, поки 1455 року їхні землі були завойовані королівськими військами. Дугласи втратили своє майно. Після падіння Дугласів у Керкубрі запанували Максвелли. Вподальшому Керкубрі стало ареною сутичок не тільки між двома націями — шотландцями і англійцями, а й між місцевими династіями Максвеллів, Джонстонів та Армстронгів.
Керкубрі підпадало під владу Англії кілька разів й 1707 року разом з іншими територіями Шотландії ввійшло у союз з Англією.